# باشگاه مادران مجرد
باشگاه مادران مجرد (به انگلیسی: The Single Moms Club) فیلمی محصول سال ۲۰۱۴ و به کارگردانی تایلر پری است. در این فیلم بازیگرانی همچون نیا لانگ، ایمی اسمارت، کوکوآ براون، تری کروس، ویلیام لوی، وندی مک‌لندن کاوی، رایان اگولد، سولای هنائو، تایلر پری و ادی سیبرین ایفای نقش کرده‌اند.